# 拉克斯-施內山脈

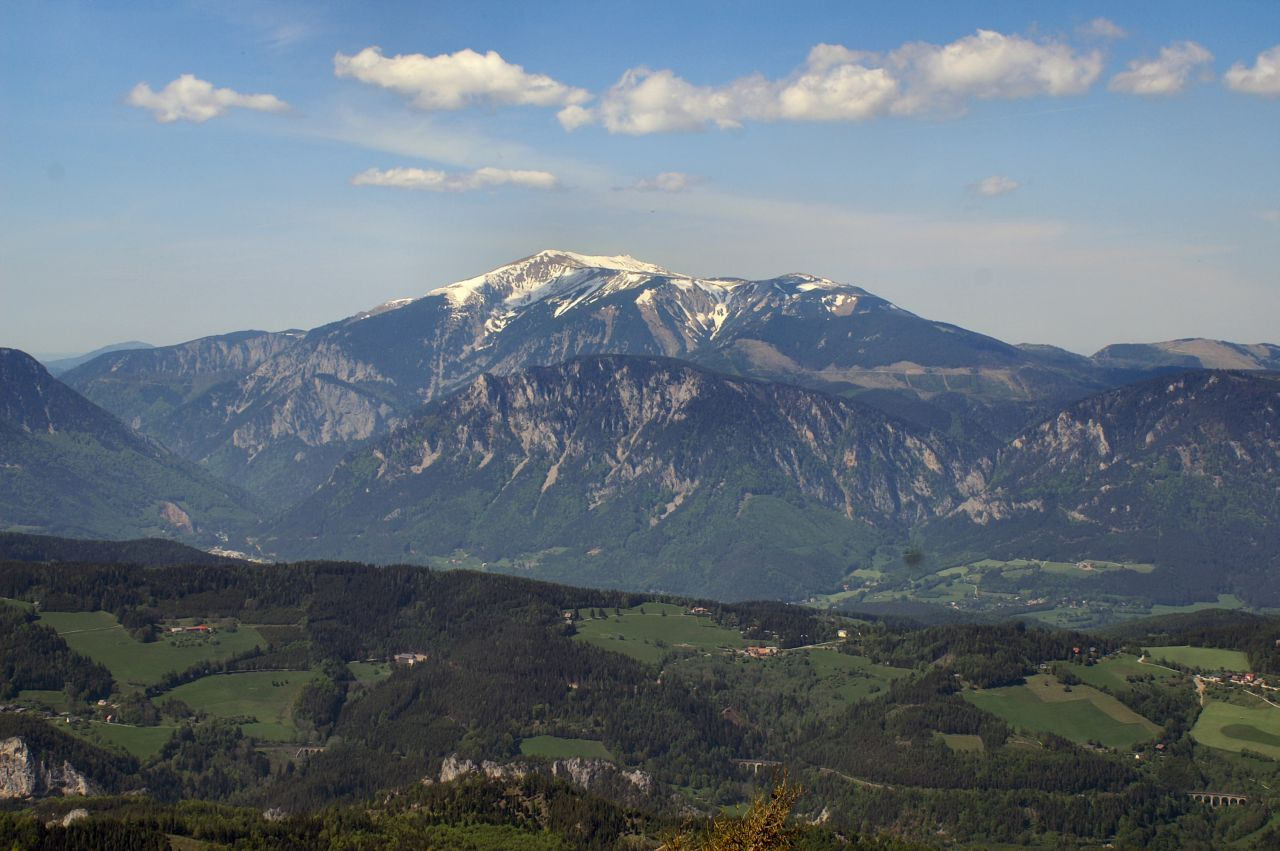

拉克斯-施內山脈（德語：Rax-Schneeberg-Gruppe）是奧地利下奧地利州和施泰爾馬克州的山脈，是北石灰岩山脈的一部分。整個山脈全長32公里，最高點海拔高度2,076米。

## 外部連結
- Bergsteigen.at （页面存档备份，存于） with information about scrambling tours and huts in the Schneeberg/Rax region